# Matylda Podfilipska
Matylda Podfilipska (ur. 8 czerwca 1980 w Łodzi) – polska aktorka filmowa i teatralna.

## Życiorys
Absolwentka Liceum Muzycznego w Łodzi w klasie skrzypiec oraz Państwowej Wyższej Szkoły Filmowej, Telewizyjnej i Teatralnej im. Leona Schillera w Łodzi (2003). Od 2003 roku jest członkinią zespołu Teatru im. Wilama Horzycy w Toruniu. Występuje również w toruńskim Teatrze Wiczy.

## Nagrody i wyróżnienia
- 2003 – XXI Festiwal Szkół Teatralnych w Łodzi – Nagroda Sekcji Teatrów Dramatycznych ZASP za rolę Natalii Pietrowny w spektaklu „Miesiąc na wsi” (reż. Andrzej Bubień)
- 2006, 2013 – nagroda Marszałka Województwa Kujawsko-Pomorskiego
- 2013 – WILAM publiczności – nagroda dla najpopularniejszej aktorki za rok 2012

## Filmografia

### Filmy fabularne
- Julia wraca do domu (2002) – asystentka Alexego
- Syberiada polska (2013) – kobieta
- Dżej Dżej (2014) – dziewczyna młodego żeglarza

### Seriale telewizyjne
- Samo życie (2002-2010)
- M jak miłość (2003-2005, odc. 171, 332)
- Kryminalni (2007, odc. 86)
- Plebania (2010, odc. 1551)
- Lekarze (2012, odc. 7)
- Belfer (2016, odc. 3)